# Scaphochlamys calcicola
Scaphochlamys calcicola är en enhjärtbladig växtart som beskrevs av Axel Dalberg Poulsen och R.J.Searle. Scaphochlamys calcicola ingår i släktet Scaphochlamys och familjen Zingiberaceae. Inga underarter finns listade i Catalogue of Life.